# 小田川 (神奈川県)

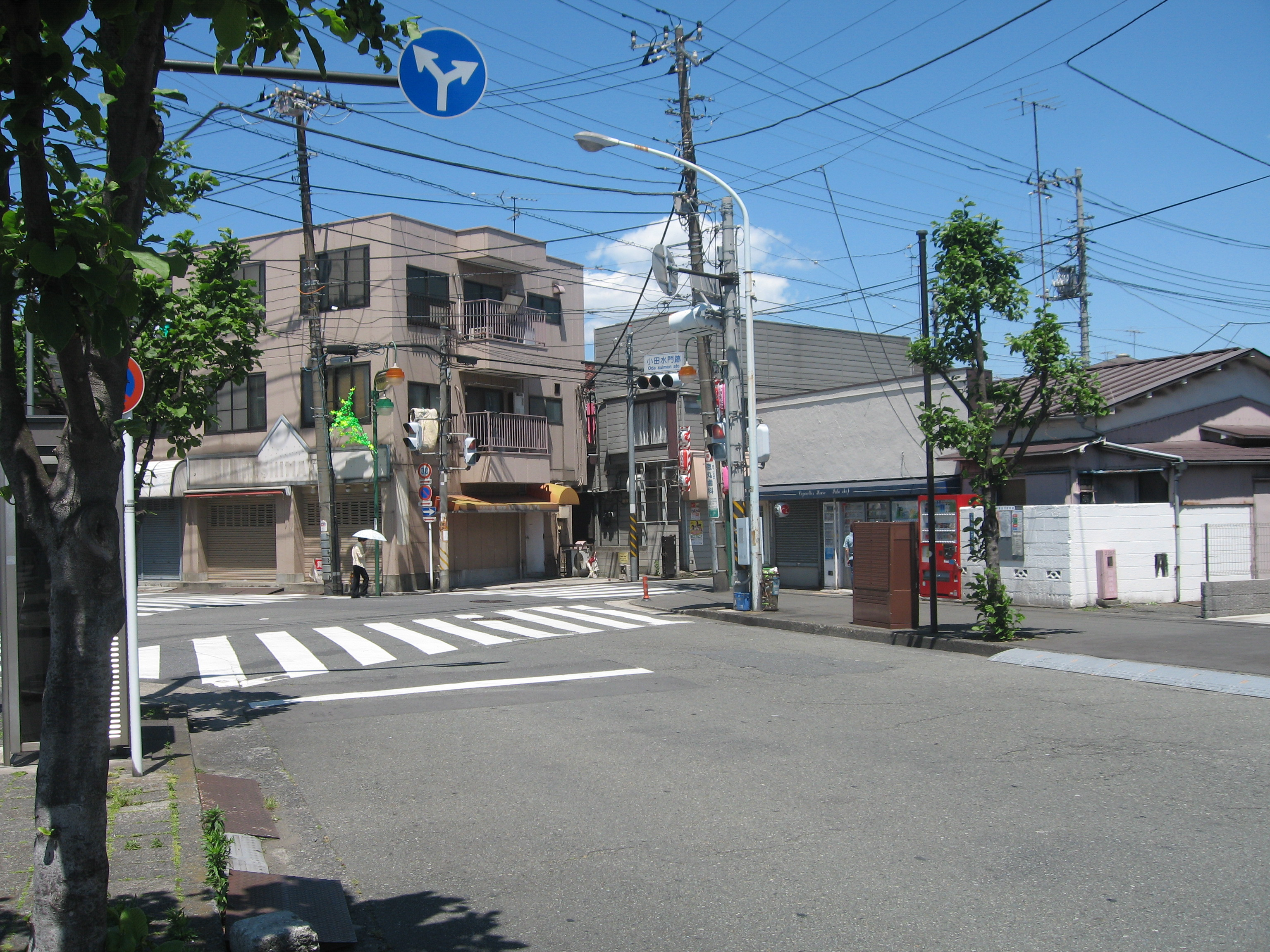
小田水門跡。2007年5月20日撮影。

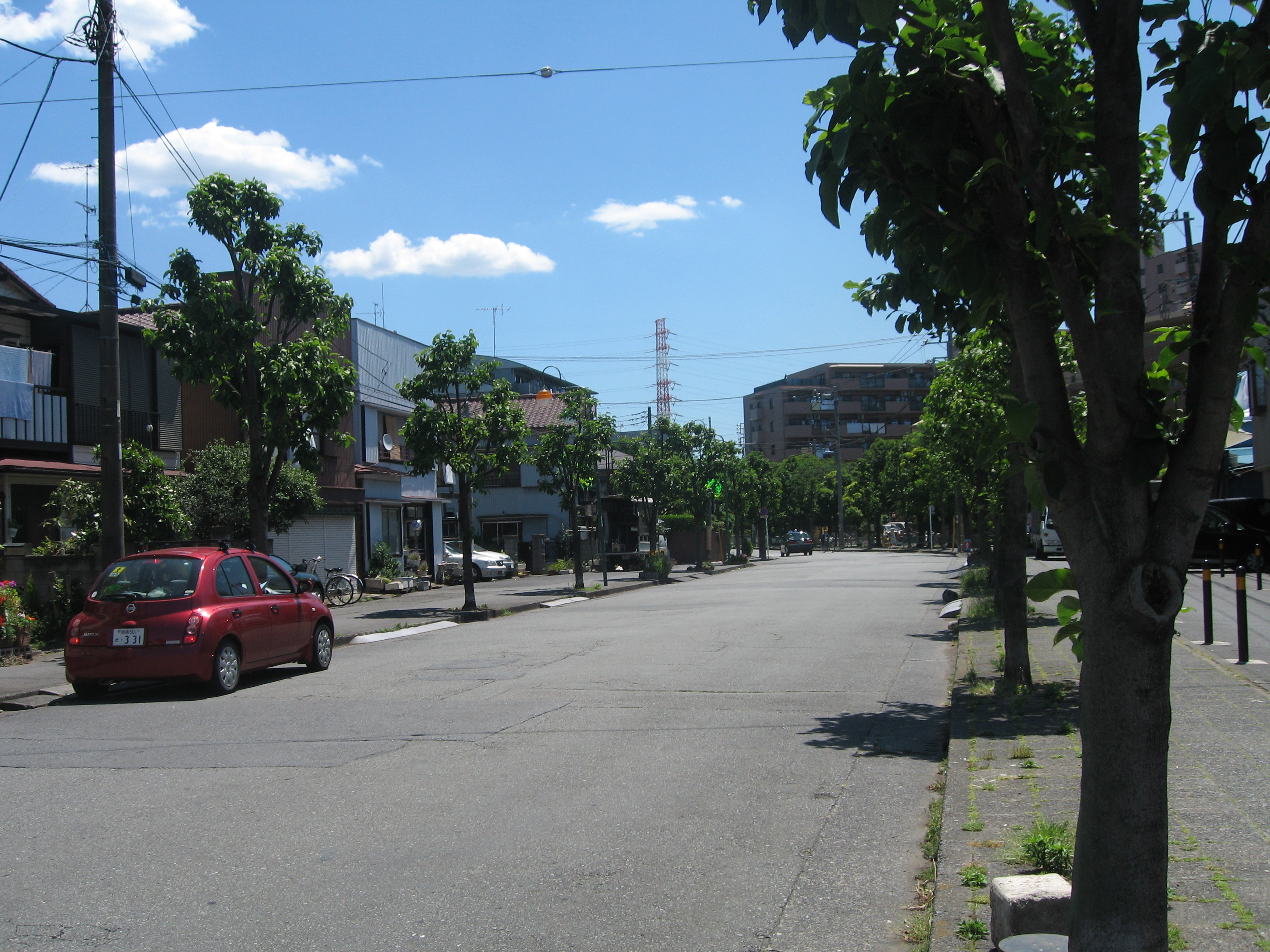
小田川の跡地。現在は道路になっており、写真右手には小田川公園がある。

小田川（おだがわ）は、かつて神奈川県川崎市川崎区の小田に存在した運河。

## 概要
当時は石炭を載せた「だるま船」という物が運河を航行しており、途中に小田水門という水門があった。しかし、現在は運河は埋め立てられており、道路として使用されている。水門も撤去され、信号のある交差点となっている。
その後、市民から「小田川と小田水門を、いつまでも残しておきたい」という強い要望があり、交差点の信号には「小田水門跡」というプレートが付けられた。水門跡の付近の公園には、「小田川公園」という名前が付けられた。
座標: 北緯35度30分31秒 東経139度42分17秒 / 北緯35.50861度 東経139.70472度